# Alpha et Oméga 2 : Une nouvelle aventure
Pour les articles homonymes, voir Alpha et oméga (homonymie).
Série
Alpha et Oméga
(2010) Alpha et Oméga 3 : Les Grands Jeux des loups
Pour plus de détails, voir Fiche technique et Distribution.
Alpha et Oméga 2 : Une nouvelle aventure (Alpha and Omega 2 : A Howl-iday Adventure), est un film d'animation indo-américain, réalisé par Richard Rich, sorti directement en vidéo en octobre 2013 aux États-Unis. C'est le dixième long métrage d'animation des studios de la Crest Animation Productions ainsi que le deuxième en coproduction avec Lionsgate. Le film est aussi la dixième réalisation de Richard Rich, fondateur des Rich Animation Studios qui deviendront plus tard Crest Animation Productions. Ce film s'inscrit comme la suite du film Alpha et Oméga, sorti trois ans auparavant.

## Synopsis
Kate et Humphrey, devenus parents, s'apprêtent à fêter leur premier Noël avec leurs trois louveteaux. Lorsque le plus jeune d'entre eux disparaît, ils décident de se lancer à sa recherche, sous la menace d'une tempête de neige.

## Fiche technique
- Titre original : Alpha and Omega 2 : A Howl-iday Adventure
- Titre québécois : Alpha et Oméga 2 : Une nouvelle aventure
- Réalisation : Richard Rich
- Scénario : Tom Kane, d'après les personnages de Steve Moore
- Société de distribution : Lionsgate (États-Unis)
- Production :
  - Producteurs : Richard Rich, Ken Katsumoto, Susan Gelb et Daniel Engelhardt
  - Producteur exécutif : Noah Fogelson
  - Manager de production : Christopher G. Collins
- Musique : Chris Bacon (composition du film Alpha et Oméga adapté)
- Directeur artistique : Kyung Duk Him
- Directeur technique : Jin Choung
- Montage : Louis La Praix
- Casting : Bernie Van de Yacht
- Durée : 45 minutes
- Dates de sortie DVD :
  -  États-Unis : 8 octobre 2013

## Distribution

### Voix originales
- Ben Diskin : Humphrey
- Kate Higgins : Kate / Stinky / Lily
- Liza West : Runt
- Lindsay Torrance : Claudette
- Blackie Rose : Garth / King
- Meryl Leigh : Princesse
- Maxwell Je : Winston
- Tracy Pfau : Eve
- Bill Lader : Tony / Loup #2
- Chris Smith : Marcel / Paddy / Loup #3
- Hugh Tyrrell : Salty
- Shaun Gerardo : Loup #1
- Harper Fogelson : Le porc-épic
- Willa Fogelson : L'ourson

Sauf mention contraire, les informations proviennent de l'Internet Movie Database et du générique de fin du film

### Voix québécoises
- Hugolin Chevrette : Humphrey
- Aurélie Morgane : Kate
- Tomas Ross : Stinky
- Eloisa Cervantes : Lily
- Louis Julien Durso : Runt
- Alexandra Sicard : Claudette
- Philippe Martin : Garth
- Pascale Montreuil : Princesse
- Mélanie Laberge : Eve
- Jacques Lavallée : Tony
- Frédérik Zacharek : Roi

Source : Doublage Québec

## Genèse et production

### Contexte
En 2005, le studio RichCrest Animation Studios, fondé par Richard Rich, et la maison de production Lionsgate, signent un accord de coproduction pour trois films d'animation en 3D,. Ce contrat est basé sur un budget total de soixante-dix millions de dollars sur cinq ans. Après l'abandon du projet Sylvester and the Magic Pebble, Lionsgate et RichCrest, renommé Crest Animation Productions, officialisent en 2005, la production du premier film de cet accord, Alpha et Oméga,.
Le film sort le 17 septembre 2010 aux États-Unis,. Cependant, le film est mal accueilli par la critique. En effet, selon Rotten Tomatoes, sur un total de cinquante-six critiques, 16 % se révèlent positives. Celles-ci reprochent une mauvaise animation ainsi qu'un scénario prévisible,,. Cependant, le film est un succès commercial avec un chiffre d'affaires de plus de cinquante millions de dollars. Alpha et Oméga parvient à décrocher une nomination lors des Artios Awards dans la catégorie du « Casting exceptionnel pour un film d'animation ». Le film devient le premier d'origine indienne à concourir pour un Oscar lorsque le long-métrage est sélectionné dans la première liste de l'Academy of Motion Picture Arts and Sciences pour l'Oscar du meilleur film d'animation (Academy Award for Best Animated Feature),.
Peu de temps après, de nombreuses rumeurs naissent sur internet via les forums ou encore les sites de fans concernant une possible suite, cependant, aucun projet n'est affirmé par Lionsgate ou Crest Animation.

### Décalage deNorm of the Northet annonce officielle
Alors qu'Alpha et Oméga n'est pas encore sorti, Lionsgate et Crest annoncent, le 1er février 2010, le début de la production du deuxième film de leur alliance, Norm of the North. Les producteurs Ken Katsumoto, vice-président exécutif du département Divertissement familial (Family Entertainment) de Lionsgate et Michael Paseornek, président de la production des films de Lionsgate, déclarent qu'Alpha et Oméga leur a permis de prendre un « excellent début » avec Crest et que ce second film est une « suite idéal ». Le film, réalisé par Anthony Bell et produit lui aussi en animation 3D, est prévu pour le premier trimestre 2012,.
À partir d'août 2010, plus aucune information n'est donnée sur le long-métrage et le film ne sort pas à la date prévue. Lionsgate attend le début du mois de mai 2013 pour donner la nouvelle date du 16 janvier 2015,.
Le 31 mars 2013, Lionsgate affirme, dans son rapport annuel pour 2013, que trois suites d'Alpha et Oméga sont prévus. La première suite, baptisé A howliday Adventure, est prévue pour le mois de juillet 2013. Les deux autres suites sont programmées pour décembre 2013 et juillet 2014. Ces trois projets sortiront directement en vidéo.
Au début du mois d'août 2013, la page d'accueil du site du DVD d'Alpha et Oméga est remplacée par un panneau publicitaire, annonçant la sortie d'une suite, intitulé Alpha and Omega 2 : A Howl-iday Adventure. Le film est prévu pour le 8 octobre 2013, mais comparé au premier film, seulement au format vidéo, Blu-ray et téléchargement digital. Entertainment Weekly confirme, le 7 août, cette information, annonçant par la même occasion que cette suite est la première d'autres métrages en préparation concernant la saga Alpha et Oméga. En plus de cela, le site dévoile trois minutes du film.
Lionsgate confirme, de manière officielle, le 8 août, la sortie d'une suite, donnant divers détails sur la fiche technique du film ainsi que le contenu du disque,,. Animation Magazine puble une bande-annonce de la suite. Cependant, le site internet Animation World Network met en garde ses lecteurs, informant qu'il n'existe aucune bande-annonce du film, pour le moment, et qu'il s'agit d'un teaser fait par des fans du premier film. La bande-annonce officielle du film apparaît sur internet le 25 septembre.